# Eric McWoods
Eric McWoods (Saint Louis, 1995. október 21. –) amerikai labdarúgó, a Cliftonville játékosa.

## Pályafutása
McWoods labdarúgó karrierjét az amerikai Xavier University Muskeeters, az UMKC Kangaroos valamint a Kaw Walley FC csapatainál kezdte. 2019 januárjában szerződtette őt az észt élvonalbeli Narva Trans csapata, melynek a színeiben harmincegy bajnoki mérkőzésen tizenhárom gólt szerzett, valamint észt kupát nyert. 2020 januárjában szerződtette őt a magyar élvonalbeli Zalaegerszegi TE.

## Sikerei, díjai
Narva Trans
- Észt kupagyőztes: 2019[2]